# Casas de Guijarro (kommunhuvudort)
Casas de Guijarro är en kommunhuvudort i Spanien.   Den ligger i provinsen Provincia de Cuenca och regionen Kastilien-La Mancha, i den centrala delen av landet, 180 km sydost om huvudstaden Madrid. Casas de Guijarro ligger 740 meter över havet och antalet invånare är 130.
Terrängen runt Casas de Guijarro är platt. Runt Casas de Guijarro är det glesbefolkat, med 17 invånare per kvadratkilometer. Närmaste större samhälle är La Roda, 15,9 km söder om Casas de Guijarro. Trakten runt Casas de Guijarro består till största delen av jordbruksmark.